# Chloe Hunter
Chloe Hunter (Thousand Oaks (California), 26 de agosto de 1976) es una modelo y actriz estadounidense conocida por aparecer en la película de 2002 Spun, así como por aparecer su estómago y su mano en el póster de la película de 1999 American Beauty.
Para su papel en Spun, el personaje de Hunter pasaba casi la mayor parte de la película atada completamente desnuda a una cama. Sus otras apariciones incluyen papeles menores en Leprechaun: In The Hood, Down to You y For Heaven's Sake.